# Kelakoppa, Sringeri
Kelakoppa là một làng thuộc tehsil Sringeri, huyện Chikmagalur, bang Karnataka, Ấn Độ.